# Britten-Norman Islander
Britten-Norman BN-2 Islander este un avion britanic al anilor 1960, produs de firma Britten-Norman. Este un avion ușor pentru transport regional, putând fi amenajat și ca avion utilitar. Este unul dintre cele mai bine vândute avioane din Europa. Deși a fost proiectat în anii 1960, peste 750 mai sunt în exploatare în lume. Avionul este operat și de aviația militară, în peste 30 de țări.
După ce Fairey Aviation a acchiziționat compania Britten-Norman, din 1969 avioanele Islander și Trislander au fost fabricate în România, la Întreprinderea de Reparații Material Aeronautic (IRMA), apoi expediate la Avions Fairey pentru finisare și certificare.
De asemenea, 35 de avioane au fost asamblate în Filipine, la National Aero Manufacturing Corporation.
Un asemenea avion, ce efectua o misiune medicală, a fost implicat la 20 ianuarie 2014 în accidentul aviatic din Munții Apuseni, România, soldat cu moartea pilotului Adrian Iovan și a studentei la medicină Aurelia Ion și rănirea copilotului și a altor 4 medici.

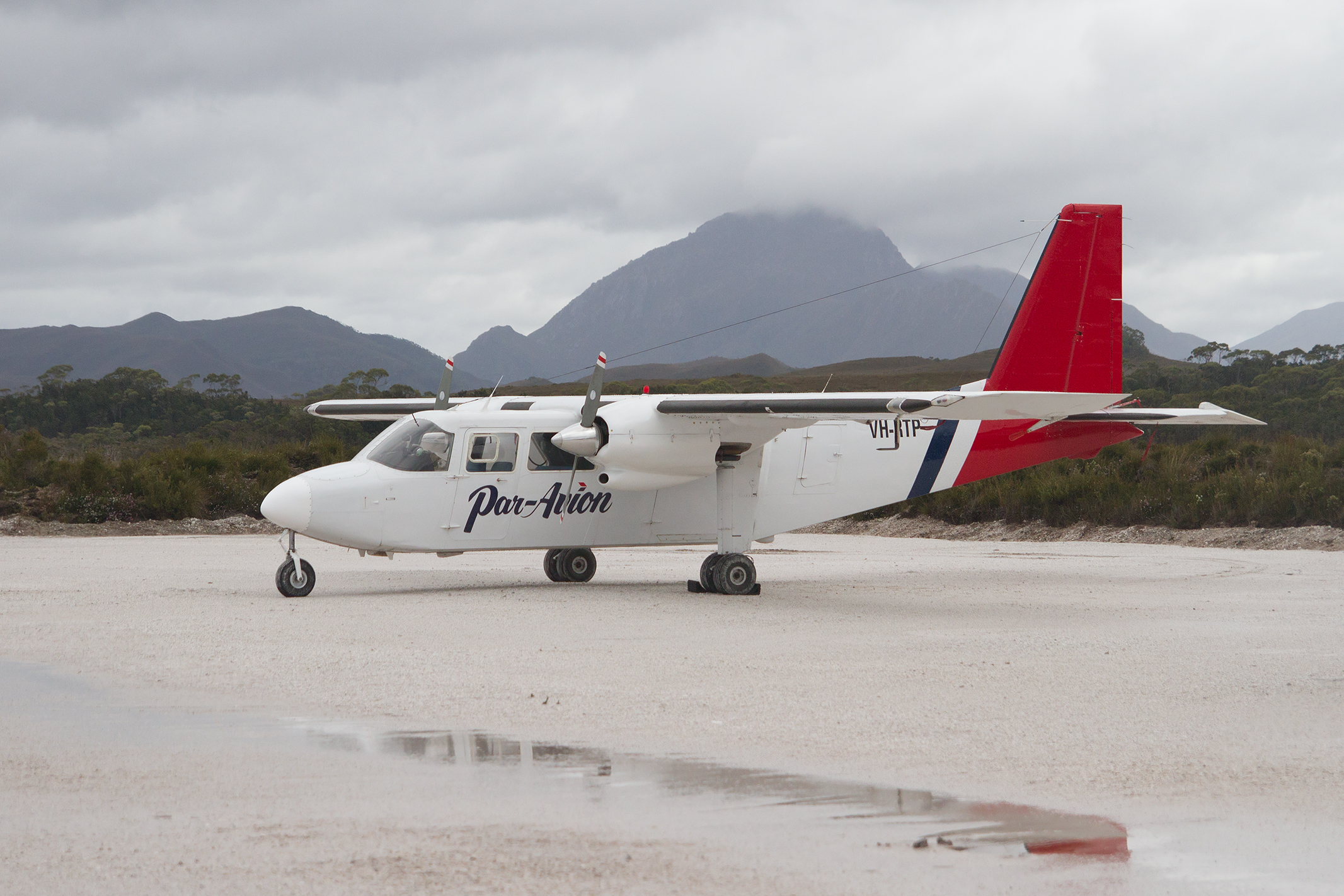
Islander pe aerodromul Melaleuca, cu Muntele Rugby în fundal, Tasmania, Australia

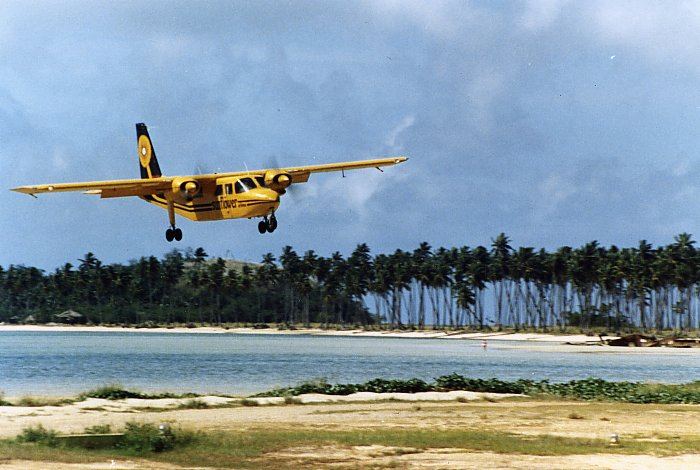
Islander al companiei Sunflower Airlines aterizând la Malololailai, Fiji, 1986

## Caracteristici BN-2A Islander
- Echipaj: 1 sau 2 piloți
- Pasageri: 9

Caracteristici tehnice:
- Lungime: 10,86 m
- Anvergură: 14,94 m
- Înălțime: 4,18 m
- Suprafață portantă: 30,2 m²
- Masă (gol): 1667 kg
- Masă (maximă): 2994 kg
- Motor: 2 x Lycoming O-540-E4C5 sau IO-540, fiecare de 260 CP sau 300 CP (la cele cu injecție)

Performanțe:
- Viteză maximă: 273 km/h
- Viteză de croazieră: 257 km/h
- Viteză minimă: 72 km/h
- Limită de viteză: 64 km/h
- Viteză de urcare maximă: 295 m/min
- Plafon de zbor: 4000 m
- Autonomie: 1400 km